# (6965) Niyodogawa
(6965) Niyodogawa (1990 VS2) – planetoida z pasa głównego asteroid okrążająca Słońce w ciągu 3,91 lat w średniej odległości 2,48 j.a. Odkryta 11 listopada 1990 roku.